# 2 Dywizja Flak
2 Dywizja Flak (niem. 2. Flak-Division) – niemiecka dywizja artylerii przeciwlotniczej z okresu II wojny światowej.

## Historia
Jednostkę utworzono 1 lipca 1938 r. jako Luftverteidigungskommando Leipzig (Dowództwo Obrony Powietrznej Lipsk). 1 sierpnia 1938 r. jej nazwę zmieniono na Luftverteidigungskommando 2 i ponownie 1 września 1941 r. na 2. Flak-Division.
Jednostka do końca 1941 r. przebywała w Lipsku i okolicznych miastach zapewniając całemu regionowi ochronę przeciwlotniczą. W styczniu 1942 r. dywizja została zmotoryzowana i wysłana na front wschodni do Grupy Armii Północ. Jej pułki walczyły nie tylko z lotnictwem, działa 8,8 cm Flak 18 używano do niszczenia sowieckich czołgów.
We wrześniu 1944 r. dywizję przeniesiono do Trewiru w zachodnich Niemczech. Brała udział w ofensywie ardeńskiej, w walkach w regionie Eifel oraz pod Kolonią. Poddała się Aliantom 17 kwietnia 1945 r.

## Skład bojowy dywizji (1942)
- 41 pułk Flak (Flak-Regiment 41)
- 151 pułk Flak (Flak-Regiment 151)
- 164 pułk Flak (Flak-Regiment 164)
- 122 lotnicza kompania łączności (Luftnachrichten-Abteilung 122)
- dywizyjne oddziały zaopatrzeniowe

## Dowódcy dywizji
- Oberst (później Generalleutnant) Walter Feyerabend od lipca 1938;
- Generalleutnant Heinrich Burchard od 10 kwietnia 1940;
- ponownie Walter Feyerabend od 1 lipca 1941;
- Generalleutnant Oskar Bertram od 1 września 1941;
- kolejny raz Walter Feyerabend od 12 stycznia 1942;
- Generalleutnant Heino von Rantzau od 3 lutego 1942;
- Generalleutnant Alfons Luczny od 1 października 1943;
- Oberst Fritz Laicher od 15 listopada 1944 do kapitulacji